# Theodore Farwell
Theodore Farwell (ur. 20 czerwca 1983) – amerykański wioślarz.

## Osiągnięcia
- Mistrzostwa Świata – Linz 2008 – dwójka ze sternikiem – 9. miejsce[1].